# Tjurunga
I tjurunga (anche menzionati come tjuringa o churinga) sono oggetti sacri degli aborigeni australiani che rappresentano, o piuttosto sono, gli antenati totemici.
Questi non sono oggetto di un culto diretto.

## Uso
Nell'Australia antica i tjurunga erano i simboli dei grandi eroi dell'eterno Tempo del Sogno ed anche i mezzi attraverso i quali gli eroi, nella loro era di sogno, trasmettevano vita e potere.
Un tjurunga si strofina su un malato e serve a infondergli forza. Si portano anche a caccia, rendendola così un ambito sacro, per assicurarsi il successo.  
Prestando un tjurunga si rinnova e si rafforza l'amicizia e quando si toccano per la prima volta quegli oggetti la persona si mette in contatto con un'eterna epoca di sogno.

## Simbologia
Il tjurunga è presente nello stemma del Territorio del Nord, entità amministrativa della Federazione australiana.